# Hato Rey (estación del Tren Urbano de San Juan)
Hato Rey es una estación de metro del Tren Urbano, en el distrito financiero de Hato Rey en San Juan, Puerto Rico. La estación fue inaugurada el 17 de diciembre de 2004. Se compone un andén central de 138 metros de longitud y dos vías laterales. La estación está situada adyacente al Coliseo José Miguel Agrelot y es el transporte público más utilizado utilizado desde y hacia conciertos que se celebran en el lugar.
El Tren Urbano así como la red de autobuses y las lanchas de Cataño están gestionados por la Autoridad de Transporte Integrado (ATI) de la Autoridad Metropolitana de Autobuses (AMA).

## Diseño e instalaciones de la estación de Hato Rey
La estación de Hato Rey está localizada en Arterial B, cerca de la intersección con la avenida Muñoz Rivera y al norte del Coliseo de Puerto Rico. La misma fue diseñada por el arquitecto Segundo Cardona FAIA (SCF Arquitectos) y construida en el 2004. Unas guías establecidas por un plano conceptual previo determinaron la ubicación, el tamaño y los volúmenes básicos de cada una de las estaciones del Tren Urbano.

Contexto: El elemento principal del contexto es el Coliseo de Puerto Rico el cual se consideró como el elemento arquitectónico protagónico del entorno.  Otro elemento de relevancia lo es el Parque Lineal de Martín Peña, el cual se reconoció mediante una pared ondulante de cristal usada en ambas entradas.  Un elemento clave del contexto lo es una plaza que eventualmente se construirá conectando el corazón del sector bancario de Hato Rey, y los nuevos desarrollos comerciales y de entretenimiento del Popular Center del Banco Popular de Puerto Rico con el Coliseo.  

Usuarios: Los usuarios principales son empleados de la zona bancaria, residentes de la comunidad Nuevo Centro y público del Coliseo.  

Tipo de plataforma: Andén central en viaducto elevado.

Entrada y conexiones: La estación proporciona tres entradas. La sur se orienta a lo largo de lo que en un futuro será una gran plaza que conecte el sector bancario de Hato Rey con el Coliseo.  Las otras dos entradas ocurren en la Avenida Arterial B.  Arterial B Sur es una entrada orientada a peatones a lo largo de la acera y a la comunidad Nuevo Centro. Arterial B norte se considera como la conexión con autobuses, el sistema de AcuaExpreso y usuarios del Parque Lineal.  Las entradas que abren hacia la Arterial B se desarrollaron a modo de conectar fácilmente con el flujo peatonal de las aceras. La entrada a la plaza se concibió como una arcada y cobertizo monumental (que no se construyó) como amenidad para la plaza.

Condiciones predeterminadas: No hubo condiciones preestablecidas de relevancia para esta estación ya que SCF Arquitectos fue contratado debido a que era la firma autora del Coliseo de Puerto Rico José Miguel Agrelot y las mejoras al Popular Center del Banco Popular de Puerto Rico, que definirían gran parte de la plaza.

Elementos particulares: La pared curva que ocurre en ambos extremos y la arcada y cobertizo hacia la plaza (los últimos dos no fueron construidos).

Fenestración / Ventilación: La fenestración está diseñada para enfatizar la vista hacia el Coliseo, plaza futura  y el Parque Lineal.  La pared curva tiene sus paños de cristal desplazados unos de otros para fomentar la ventilación natural dentro de la estación. La pared curva fue modulada para entrelazarse con las columnas del viaducto, lo cual eran elementos predeterminados y existentes para efectos de la estación en sí.  Se utilizaron paneles prefabricados en el lado este ya que este lado mira hacia un patio de servicio y hacia lo que en un futuro será la espalda de un desarrollo de oficinas o uso mixto. Los paneles se escalonaron y contrapearon para promover la ventilación natural cruzada en conjunto con la pared ondulante de cristal.

## Premios y reconocimientos
En el 2006 el diseño arquitectónico de la estación de Hato Rey recibió el XV Premio Obras Cemex · Edición de Puerto Rico, Mención de Honor, conjunto a las estaciones de Cupey, Centro Médico y Jardines, también diseñadas por Segundo Cardona FAIA (SCF Arquitectos).

## Proyecto de Arte Público
La estación cuenta con un mural compuesto por baldosas como una obra de arte público titulado «Encuentros Fugaces» por la artista Susana Espinosa.

## Horas de servicio extendidos
La estación de Hato Rey es la única estación de extender las horas de operación después de los eventos nocturnos terminan en el Coliseo hasta que todos los pasajeros en línea han entrado en la estación.  Trenes nocturnos unidireccionales están programado corren en ambas direcciones de la línea única de la estación de Hato Rey. El tren con destino a Bayamón se detendrá en cada estación sólo para dejar a los pasajeros, y seguirá la ruta hasta que llegue al final de la línea. No hay servicio desde y hacia otras estaciones fuera de horas.

## Terminal de lanchas
Existe una terminal de lanchas frente al Coliseo de Puerto Rico provisto por la Lanchas de Cataño para la ruta Hato Rey – Viejo San Juan y una segunda ruta entre Hato Rey – Cataño. Estos dos servicios se encuentran cancelados por el momento.

## Lugares de interés
- Coliseo José Miguel Agrelot
- Milla de Oro
- Universidad Politécnica de Puerto Rico
- Popular Center Urban Hub